# Dampfuhr

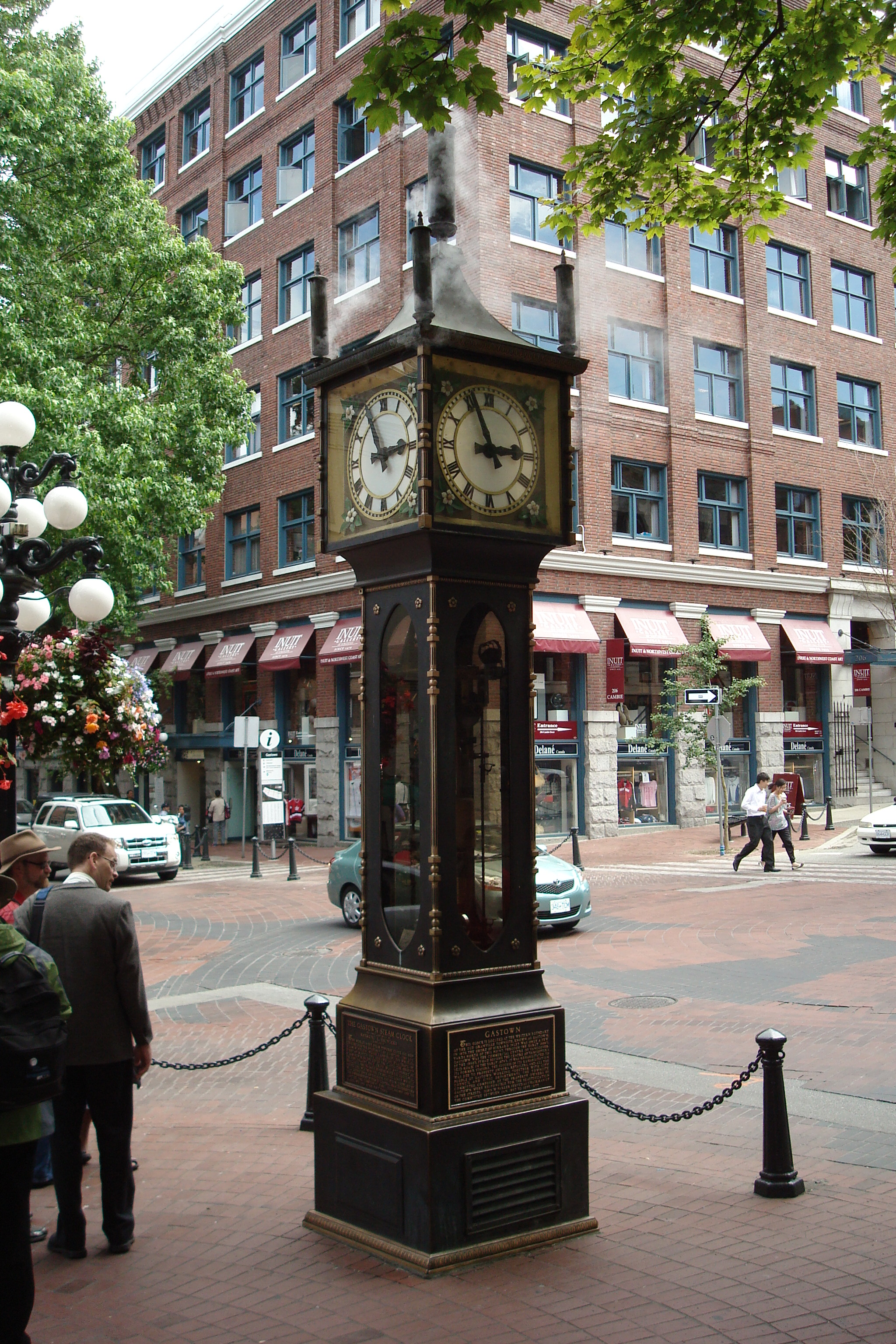
Dampfuhr im Vancouver Stadtteil Gastown

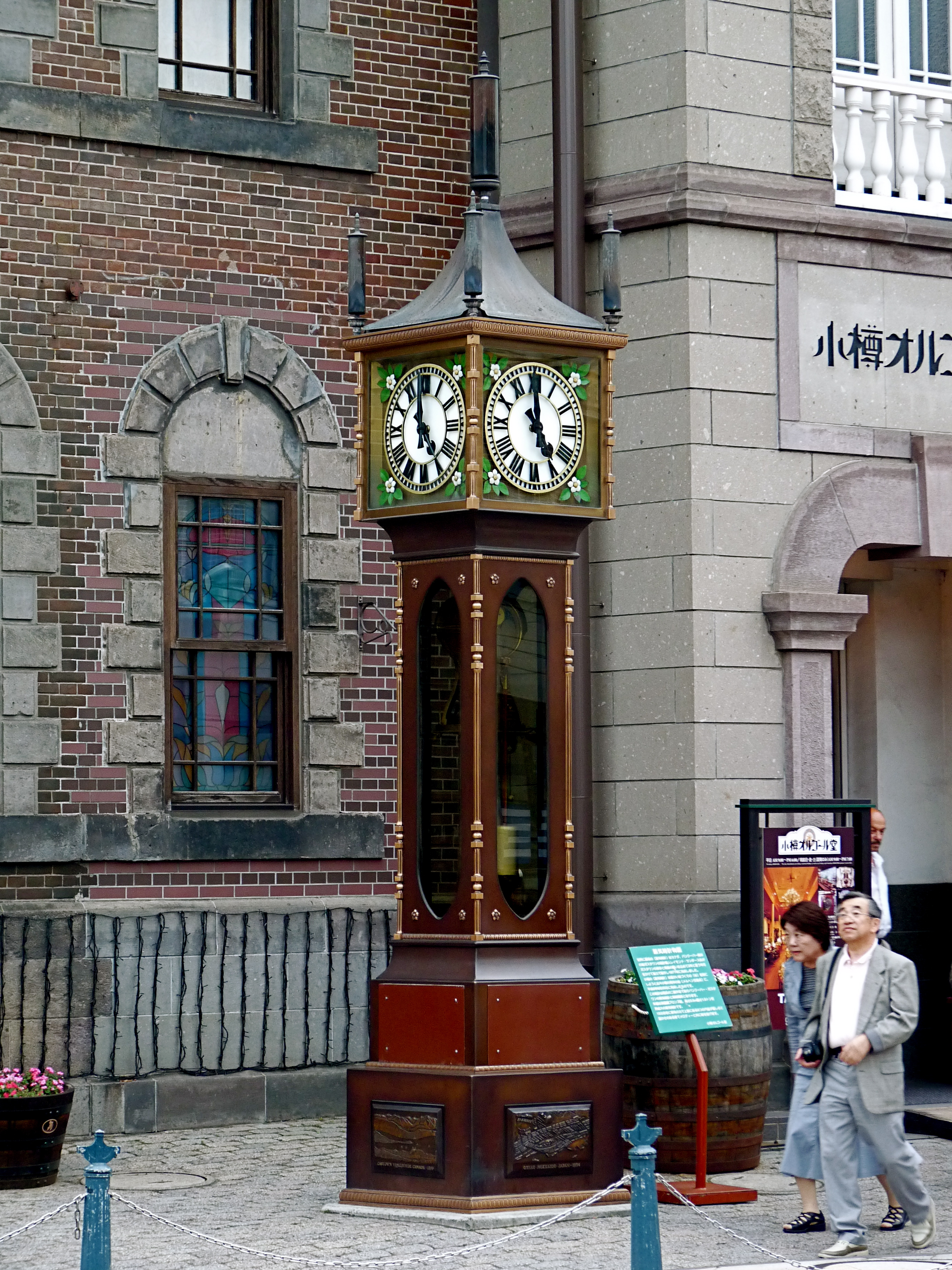
Dampfuhr in Otaru

Eine Dampfuhr ist eine mit Dampfkraft betriebene Uhr. Die weltweit erste Dampfuhr steht im historischen Stadtteil Gastown im Zentrum Vancouvers in Kanada. Ein Nachbau, jedoch durch einen Elektromotor angetrieben, wurde 1994 in Otaru in Japan aufgestellt.

## Technik
Die Straßenuhr mit Zifferblättern auf allen vier Seiten besitzt einen mechanischen Pendelmechanismus. Dieser wird durch einen Paternoster und das Gewicht von umlaufenden Kugeln angetrieben. Die Kugeln werden von einer Dampfmaschine im Inneren der Uhr wieder nach oben befördert. Der Wasserdampf mit niedrigem Druck stammt aus der Fernheizung des Stadtviertels.
Das Spielwerk der Uhr besteht aus fünf Dampfpfeifen, von denen die größte – in der Mitte des Aufbaus – zur vollen Stunde spielt. Die vier anderen Pfeifen spielen zu jeder Viertelstunde den Westminsterschlag (Westminster Quarters).